# Kralje, Bihać
Kralje so nekdanje naselje v mestu Bihać, Bosna in Hercegovina, od leta 1991. del naselja Bihać.  

## Prebivalstvo
| Pregled števila prebivalcev po letih | Pregled števila prebivalcev po letih | Pregled števila prebivalcev po letih | Pregled števila prebivalcev po letih | Pregled števila prebivalcev po letih |
| ------------------------------------ | ------------------------------------ | ------------------------------------ | ------------------------------------ | ------------------------------------ |
| 1948                                 | 1953                                 | 1961                                 | 1971                                 | 1981                                 |
| -                                    | -                                    | -                                    | 694                                  | 869                                  |

| Narodna sestava prebivalstva po letih                                                                                      | Narodna sestava prebivalstva po letih                                                                                         | Narodna sestava prebivalstva po letih |
| --- | --- | ------------------------------------- |
| 1971 | 1981 |                                       |
| . skupaj: 694 Hrvati 689 (99,27 %) Srbi 3 (0,43 %) Muslimani 0 (0,00 %) Jugoslovani 0 (0,00 %) drugi in neznano 2 (0,28 %) | . skupaj: 869 Hrvati 820 (94,36 %) Muslimani 14 (1,61 %) Srbi 10 (1,15 %) Jugoslovani 22 (2,53 %) drugi in neznano 3 (0,34 %) |                                       |